# ماله‌کشی
ماله‌کشی (به انگلیسی: Apologetics) (برگرفته از اصطلاح یونانی ἀπολογία) اصطلاحی است که به استفاده سامان‌مند از استدلال‌های عقلی برای دفاع از باورهای دینی اشاره دارد.
از هنگامی که دین‌ها با یکدیگر برخورد کردند، برخی پیروان آنها به مجادله استدلالی برای توجیه باورهای خود روی آورده و سعی در اثبات «حقانیت» دین خود داشته‌اند.
با قدرت گرفتن سکولاریسم در جهان، امروزه بسیاری از ادیان نیروی بیشتری را صرف دفاع استدلالی در برابر سکولاریسم می‌کنند.

## در بین زرتشتی‌ها
از قدیمی‌ترین متون بازمانده در فرهنگ ایران با مضمون دفاعیه دینی می‌توان به دو کتاب به زبان فارسی میانه به نام‌های شکند گمانیک ویچار (گزارش گمان‌شکن: به معنی گزارشی برای رفع شبهه) و ماتیکان گجستک ابالیش (کتاب عبداللیث ملعون) اشاره کرد.
شکند گمانیک ویچار برای اثبات بنیادهای دین زرتشت و در رد دین‌های یهودی، مسیحیت، آیین مانوی و تا اندازه‌ای دربارهٔ اسلام نوشته شده و پُرسمان‌های فلسفی بسیاری را پیش کشیده‌است.
درون‌مایه ماتیکان گجستک ابالیش این‌گونه است که یکی از «زرتشتیان» شهر استخر در پارس به نام «دین‌هرمزد» پس از حمله عرب‌ها مسلمان می‌شود و نام خود را عبداللیث یا شاید عبدالله می‌گذارد. سپس دین‌هرمزد به دربار مأمون، خلیفهٔ عرب در بغداد می‌رود و یکی از موبدان زرتشتی به نام آذرفرنبغ پسر فرخ‌زاد نیز به بغداد رفته و در دربار مأمون با عبداللیث (دین‌هرمزد) به مباحثه و مناظره می‌پردازد، و در پایان آذرفرنبغ سرفراز و پیروز از این هم سخنی و گفتمان بیرون می‌آید.

## در دوران معاصر
ماله‌کش در ابتدا (حدود سال‌های ۲۰۱۲ تا ۲۰۱۶) عموماً علیه کسانی استفاده می‌شد که به عنوان روشنفکر دینی شهره هستند. این گروه از سوی منتقدینشان متهم بودند که برای کاستی‌های دین اسلام، دلایل منطقی می‌تراشند و نقدهایی اساسی - به ویژه انتقادهای حقوق بشری علیه اسلام - را توجیه می‌کنند. ماله‌کشی واژهٔ جدیدی نیست و در بین مردم رایج بوده است.